# The Stadium Techno Experience
A The Stadium Techno Experience a Scooter kilencedik albuma, az első, amit Jay Frog-gal közösen vettek fel. 2003. március 31-én jelent meg, valamint 2013. június 7-én, háromlemezes, "20 Years of Hardcore" kiadásban. Az egész világon pozitív kritikákat kapott: Csehországban platinalemez, Magyarországon pedig aranylemez lett, emellett Fonogram-díjra jelölték az év külföldi dance albuma kategóriában.

## Áttekintés
Axel Coon kiválása után mindössze egyetlen kislemez, a Nessaja jelent meg az új felállással, mely azonban nem került fel új stúdiólemezre. Az idő sürgetett, hiszen a "We Bring The Noise!" album megjelenése óta már majdnem két év eltelt, és a rajongók igényelték az új számokat, kíváncsian várták, hogy mire lesz képes az új felállás. Ennek első jelét a "Weekend!" című szám mutatta meg, amelyet viszonylag jól fogadott a kritika. A bejelentések alapján 2003 tavaszára lehetett várni az új lemezt, amely időben meg is jelent.

## A dalokról
Jay Frog csatlakozásával egyfajta vérfrissítés történt, melynek köszönhetően a Scooter hangzásában megjelentek populáris elemek is. Az intro ezúttal rövidre sikeredett, az "Ignition" egy kurta felvezetés a következő szám, a "Maria (I Like It Loud)" előtt, amely rövid időn belül a Scooter-rajongók egyik nagy himnusza lett. A dal érdekessége, hogy nincs igazi refrénje, csak egy közönségénekeltető töp-töpözés, mégis az egyszerűségében van az ereje. Ezt követi a "Weekend", amely egy gyors, energikus szám, HPV-vel. A "Take A Break" egy katonás ütemű, techno-alapú szerzemény, H.P. szövegeivel színesítve. A "Pulstar" egy instrumentális Vangelis-feldolgozás, melyben mindössze HPV (magasra torzított énekhang) hallható. A "The Night" egy viszonylag gyors szám, a refrén HPV-jével megszakítva. A kislemezre került változat némiképp eltér az albumverziótól: például hallható alatta zongorázás is, illetve kapott a dal egy kiállást is a végére. A "Roll Baby Roll" egy skótdudás, zongorázós dal, H.P. szövegeivel tarkítva, melynek azonban utóbb jogi problémák miatt ki kellett cserélni a dallamát.
A "Level One" egy rövid, trance-es instrumentális szerzemény, az egyike a Chris Hülsbeck-dallamoknak, amelyeket felfedezhetünk a lemezen. A "Like Hypa Said" egy monoton, lassabb tempójú, de kemény dal, melyben a szokásos H.P.-szövegeket két helyen lassú női vokál tör meg. A "Liquid Is Liquid" egy gyors, precíz feldolgozás, kemény alapokkal. Ehhez hasonló a következő "A Little Bit Too Fast" is, mely egy újabb Hülsbeck-átirat. A lemez végére egy instrumentális trance-szerzemény került, a kizárólag Jay Frog által készített "Soultrain".

## Számok listája
| #  | Cím                    | Szerző                                                                            | Hossz |
| -- | ---------------------- | --------------------------------------------------------------------------------- | ----- |
| 1  | Ignition               | H.P. Baxxter, Rick J. Jordan, Jay Frog, Jens Thele                                | 0:36  |
| 2  | Maria (I Like It Loud) | H.P. Baxxter, Rick J. Jordan, Jay Frog, Jens Thele, Marc Acardipane, Shawn Mierez | 3:55  |
| 3  | Weekend!               | H.P. Baxxter, Rick J. Jordan, Jay Frog, Jens Thele, Gerard Koerts                 | 3:32  |
| 4  | Take A Break           | H.P. Baxxter, Rick J. Jordan, Jay Frog, Jens Thele                                | 4:15  |
| 5  | Pulstar                | Vangelis                                                                          | 4:33  |
| 6  | The Night              | H.P. Baxxter, Rick J. Jordan, Jay Frog, Jens Thele                                | 3:21  |
| 7  | Roll Baby Roll         | H.P. Baxxter, Rick J. Jordan, Jay Frog, Jens Thele                                | 3:45  |
| 8  | Level One              | H.P. Baxxter, Rick J. Jordan, Jay Frog, Jens Thele, Chris Hülsbeck                | 3:34  |
| 9  | Like Hypa Said         | H.P. Baxxter, Rick J. Jordan, Jay Frog, Jens Thele                                | 6:23  |
| 10 | Liquid Is Liquid       | H.P. Baxxter, Rick J. Jordan, Jay Frog, Jens Thele, Shane Heneghan, Eamon Downes  | 4:45  |
| 11 | A Little Bit Too Fast  | H.P. Baxxter, Rick J. Jordan, Jay Frog, Jens Thele                                | 3:45  |
| 12 | Soultrain              | H.P. Baxxter, Rick J. Jordan, Jay Frog, Jens Thele                                | 5:08  |

### 20 Years of Hardcore bónusztartalom

#### CD2
1. Ramp! (The Logical Song) (Radio Edit)
2. Ramp! (The Logical Song) (The Club Mix)
3. Ramp! (The Logical Song) (Starsplash Mix)
4. Siberia
5. Ramp! (The Logical Song) (Jay Frog Mix)
6. Ramp! (The Logical Song) (Clubstar UK Mix)
7. Ramp! (The Logical Song) (D-Bop Mix)
8. Nessaja (Radio Edit)
9. Nessaja (The Ultimate Club Mix)
10. Nessaja (Topmodelz Mix)
11. Nessaja (Clubstar UK Mix)
12. Nessaja (LMC Mix)
13. Nessaja (Flip & Fill Mix)

#### CD3
1. Nessaja (Breeze Mix)
2. Shortbread
3. Weekend! (Club Mix)
4. Loud and Clear
5. Weekend! (N-Trance Mix)
6. Curfew
7. The Night (Club Mix)
8. The Night (Starsplash Remix)
9. No Pain, No Gain
10. The Night (Langenhagen Remix)
11. The Night (LMC Remix)
12. The Night (Almighty Remix)
13. Cordyline
14. Maria (I Like It Loud) (Ultrabeat Remix)
15. Giant's Causeway

### Limited Edition
1. Weekend (N-Trance Mix)
2. Nessaja (Flip & Fill Mix)
3. Ramp! (UK Mix)

- Weekend! (cenzúrázatlan videó)
- Extra fényképek

Kiadásra került még egy Special Limited Edition is, melynek hátoldalán egy ingyenes Scooter-szám letöltésére feljogosító kód található.

## Közreműködtek
- H.P. Baxxter (ének)
- Rick J. Jordan (szintetizátorok, keverés)
- Jay Frog (szintetizátorok, utómunka)
- Nikk (vokál)
- Kramer + Giogoli (fényképek)
- Marc Schilkowski (borítóterv)

## Érdekességek
- A lemez borítója egy átdolgozása a The KLF The White Room című albumának borítójának.
- A "Roll Baby Roll" az újabb kiadású albumokon egy jogvita miatt (amit az ABBA együttessel folytattak) "Swinging In The Jungle" címen szerepel, és a refrénje is át van alakítva.
- A "Level One" a korai promóciós kiadványokon még mint "The Future" szerepelt. A fennmaradt egyperces sample tanúsága alapján a szám apróbb részletekben különbözött volna attól, amely végül albumra került.

## Videóklipek
A "Weekend!" klipje cenzúrázott és fedetlen női kebleket ábrázoló cenzúrázatlan változatban is megjelent. H.P. a próféta szerepében tetszeleg, miközben körülötte megelevenedik a világ vezető vallásainak képe. A videó üzenete: az emberiség egysége a sokféleségben.
Hasonlóképp cenzúrázni kellett a "The Night" videóját. Ebben H.P.-t egy hullaházba viszik, ahonnét a fehér öltönyös Jay és Rick hozzák ki, s körülöttük az elhunytak is feltámadnak, a biztonsági őr nem kis rémületére.
A "Maria (I Like It Loud)" videóklipje egy klubban játszódik, ahol két csapat: a Scooter, és a Marc Acardipane – Dick Rules kettős csapnak össze, egy képzeletbeli párbaj során, mellyel teljesen lázba hozzák a közönséget, és a klipben is szereplő "Mariát" – az őt játszó hölgy később H. P. Baxxter felesége lett.

## Feldolgozások
- Maria (I Like It Loud): Marc Acardipane – I Like It Loud
- Weekend: Earth & Fire – Weekend; Push – Strange World
- Take A Break: John Williams – When Johnny Marches Home
- Pulstar: Vangelis – Pulstar
- The Night: Exposure – Magic Impulse; Valerie Dore – The Night
- Roll Baby Roll: ABBA – Arrival
- Level One: Chris Hülsbeck – Freedom (Turrican 2 Soundtrack), Atlantis ITA – See you in the next life
- Liquid Is Liquid: Liquid – Liquid Is Liquid
- A Little Bit Too Fast: Chris Hülsbeck – I Am Rushin'

## Helyezések
| Kiadvány               | Németország | Norvégia | Magyarország | Svédország | Dánia | Csehország | Egyesült Királyság | Skócia | Portugália | Finnország | Ausztria | Szlovénia | Hollandia | Belgium | Írország | Svájc | Észtország | Izrael | Moldova | Ausztrália |
| ---------------------- | ----------- | -------- | ------------ | ---------- | ----- | ---------- | ------------------ | ------ | ---------- | ---------- | -------- | --------- | --------- | ------- | -------- | ----- | ---------- | ------ | ------- | ---------- |
| Nagylemez              | 7           | 3        | 3            | 4          | -     | 4          | 18                 | -      | 5          | 12         | 14       | 17        | 28        | -       | 30       | 35    | 38         | -      | -       | -          |
| Weekend!               | 2           | 3        | 1            | 9          | 4     | -          | 12                 | -      | -          | 7          | 4        | -         | 7         | 35      | 4        | 33    | 33         | 1      | 1       | 37         |
| The Night              | 10          | -        | 8            | 14         | 15    | -          | 16                 | 14     | -          | 14         | 12       | -         | 26        | 50      | 30       | 34    | -          | 7      | -       | 85         |
| Maria (I Like It Loud) | 4           | -        | 2            | 21         | 12    | -          | 16                 | -      | -          | 16         | 1        | -         | 16        | 38      | 23       | 21    | 21         | -      | 24      | -          |

További elismerések a nagylemeznek:
- Platinalemez: Csehország
- Aranylemez: Németország, Svédország, Norvégia, Románia, Magyarország
- Ezüstlemez: Egyesült Királyság, Portugália

A "Weekend!" Norvégiában platinalemez lett, a "Maria (I Like It Loud)" pedig aranylemez Ausztriában.